# نهر الترن
نهر التَّرن نهر يبلغ طوله 380.2-كيلومتر (236.2 ميل) في المنطقة الإدارية قسطانية في جنوب فرنسة. يرفد نهر الجارون.

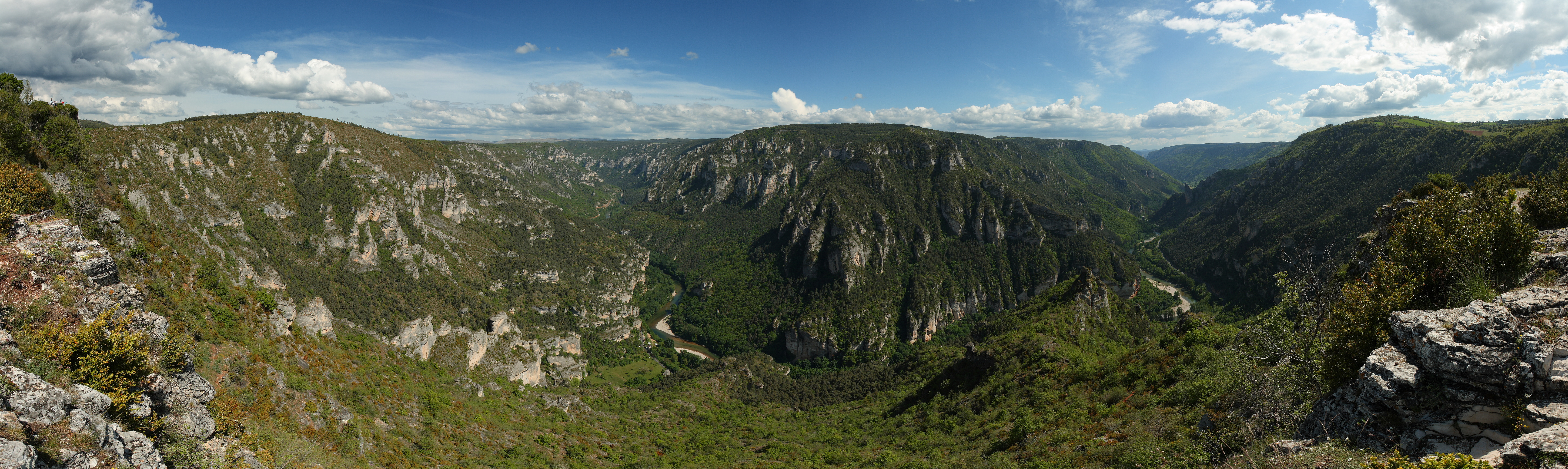